# Rick Dior
Richard „Rick“ Dior (* 9. April 1947 in Los Angeles, Kalifornien; † 26. Oktober 1998 in Marlboro, New Jersey) war ein US-amerikanischer Tontechniker. Er gewann den Oscar für die beste Tonmischung für seine Mitwirkung am Film Apollo 13.

## Leben
Ab 1970 wirkte er als Tontechniker an 93 Produktionen mit, darunter Filme wie Zombie, Dirty Dancing, Apollo 13, Dead Man Walking oder Bob Roberts. 
1998 starb er im Alter von 51 Jahren an einem Herzanfall. Einer seiner letzten Filme war Coffee and Cigarettes von Jim Jarmusch, mit dem er bereits an Mystery Train gearbeitet hatte.

## Auszeichnungen
Oscar
- 1996: Preisträger – Bester Ton für Apollo 13, mit Steve Pederson, Scott Millan und David MacMillan.[2]

British Academy Film Award
- 1996: Nominierung – Bester Ton für Apollo 13.

## Filmografie (Auswahl)
- 1978: Zombie
- 1987: Dirty Dancing
- 1987: Krieg in Chinatown
- 1988: Voices of Sarafina! – 1989 bei den News & Documentary Emmy Awards für den besten Ton nominiert.
- 1988: Angeklagt
- 1989: Eine Wahnsinnsfamilie
- 1989: Mystery Train
- 1992: Bob Roberts
- 1993: Die Akte
- 1994: Schlagzeilen
- 1995: Apollo 13
- 1995: Heavy
- 1996: Kopfgeld – Einer wird bezahlen
- 2003: Coffee And Cigarettes